# 藍蟹
藍蟹，又名青蟹、可口美青蟹或美味優游蟹，是一種分佈在大西洋（乞沙比克灣）、中美洲的海岸及墨西哥灣的美青蟹屬生物。它們是美國馬里蘭州的代表甲殼類，是當地重要的漁獲。

## 分佈及生態
藍蟹原產於由新斯科舍至阿根廷的西大西洋。它們被引進到日本及歐洲海域，也有在波羅的海、北海、地中海及黑海。
藍蟹的天敵包括鰻、石首魚科、石頭魚、黃尾平口石首魚、鱒魚、一些鯊魚、人類及魟科。藍蟹是雜食性的，同時會吃植物及動物。藍蟹一般會吃雙殼綱、環節動物、小魚、植物及任何可以吃的東西，如腐屍、其他藍蟹及垃圾。
藍蟹可以從其腹部來分辨雄性及雌性。雄蟹的圍邊長而窄，雌性的則闊及圓。
切薩皮克灣的藍蟹會有季節性的遷徙。在交配後，雌蟹會遷徙到切薩皮克灣南部，將從雄蟹得來的精子令卵子受精。於11月或12月，雌蟹會排出卵子。幼體孵化後會在灣口漂浮4-5星期，幼蟹接著會回到灣內。
在北美洲東部的藍蟹可以控制入侵的三葉真蟹數量。兩種蟹的數量是負相關的，例如在切薩皮克灣充滿藍蟹的地方並沒有三葉真蟹。

## 商業價值
切薩皮克灣充滿了藍蟹，是其重要的經濟來源。於1993年，藍蟹的漁獲就價值1億美元。但近年的數量卻在下跌，於2000年就只有4500萬美元的收獲。
雖然藍蟹是當地著名的食物，但卻供不應求。大部份在馬里蘭州餐廳出售的藍蟹都被運往北卡羅來納州、路易斯安那州、佛羅里達州、阿拉巴馬州、密西西比州及德克薩斯州，很多蟹餅都是以墨西哥及委內瑞拉等地方進口的蟹肉製成。

## 漁獲技術

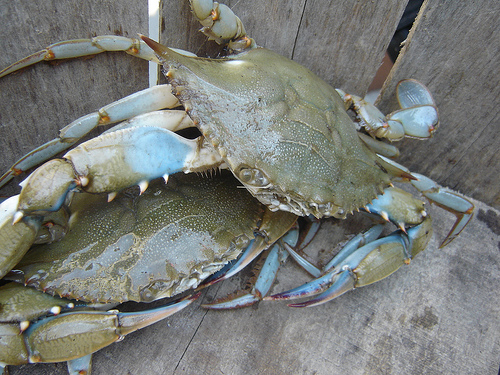
捕獵的藍蟹。

商業捕捉藍蟹是使用蟹籠。蟹籠是以絲網製成及呈立方體。蟹籠一般有兩個入口，呈錐狀的孔口，只可讓蟹從單一方向擠入。蟹籠會放幾種肉類作餌，包括鯡魚、扁鰺、雞、鰻或蟶子。餌會放在被分隔的中央部份，籠的底部可以打開。這種設計可以吸引藍蟹經入口進入，且能阻止它們把餌吃了。籠以長直線分佈在藍蟹的棲息地，每一天會進行檢查。藍蟹會被取出，蟹籠會再次放回海中。
漁民會將藍蟹漁獲分為公蟹、未成熟的雌蟹及成熟的雌蟹。雌蟹的漁獲數量比公蟹的受更多限制。準備脫殼的藍蟹會被分別開來及放在疏水缸。這個缸一般是升高及以混凝土磚製成，大小約3x5呎，並供水入內。脫殼前腳上的粉紅色斑點會逐漸變為紅色。準備脫殼的藍蟹會按程度而分隔，目的是阻止殼較硬的藍蟹把脫殼的蟹吃掉。一旦開始脫殼，藍蟹就會將殼逼裂，並從殼中脫出。它們此時十分脆弱，新殼是凝膠狀及很薄的物質，並不能保護藍蟹。殼要硬化約需48小時。漁民會將脫殼完的蟹放入冰水中，並將次運到市場作為軟殼蟹。若處理得宜，缸中的死亡率約為10%，但若缺乏管理，死亡率可以高達50%。
休閒用的蟹籠有很多種。籠的設計可以有很多不同，共通的都是以絲網造成。蟹籠一般呈立方體或稜錐，但也有圓柱體。蟹籠的入口有不同形式，如鉸閘，當籠子上升時就會關閉。就像商業用的，蟹籠內有多種肉類為餌。餌會放在籠的中央，並可讓蟹直接到達。這種設計很易讓蟹逃走，但因檢查較頻繁（約每15-30分鐘），故可以阻止逃走的發生。
曳釣繩也可以用來捉藍蟹，其漁獲量比蟹籠多，但需要更多的設備。高階的休閒漁民或小型的商業作業也會使用此方法捕蟹。其他的休閒方法包括垂釣或深水水網。日間藍蟹會走到淺水區，故在慢行的船上也可以捉到。晚間，它們會走到較深水區，在很多地區都不準於此時捕捉。

## 食用
藍蟹平均有15%的肉質，有高含量的維生素B12。只要3盎司的蟹肉就能提供全日所需的維生素。

## 藍色的來源
藍蟹殼上的藍色源自多種色素，包括α蝦青蟹白。α蝦青蟹白與紅色的蝦紅素相互作用會產生藍綠色。當藍蟹被烹煮時，其α蝦青蟹白被分解，只餘下蝦紅素，故會變成紅橙色。

## 外部連結
- Heron Point Crab Diagram
- 藍蟹的生命周期Archive.today的存檔，存档日期2013-01-08
- 馬里蘭州的藍蟹